# Еніджа Анна Вайводе
Еніджа Анна Вайводе (латис. Enija Anna Vaivode; нар. 28 грудня 1993, Декшареш, Вільянський регіон, Латвія) — латвійська футболістка, воротар клубу «Рига Юнайтед» та жіночої збірної Латвії.

## Клубна кар'єра
Футбольну кар'єру розпочала 2003 року в «Калнгале», кольори якого захищала до грудня 2004 року. Навесні 2005 року переїхала з рідного міста до однієї з юнацьких команд ФК «Рига».
П'ять років по тому, навесні 2010 року, покинула «Ригу» й приєдналася до команди першого дивізіону «Металургс» з (Лієпаї). 11 серпня 2011 року вона дебютувала в жіночій Лізі чемпіонів УЄФА, пропустивши 10 м'ячів у програному першому матчі проти будапештського МТК (0:10).
Невдовзі після дебюту в жіночій Лізі чемпіонів УЄФА у складі «Металургса» повідомила про свій перехід до клубу німецької Регіоналліги «Північний-Схід» «Уніон» (Берлін). Однак в німецькому клубі грала виключно за юнацьку та молодіжну команди, тому влітку 2012 року повернулася на батьківщину, до «Калнгале». Протягом року грала за команду рідного міста, перш ніж приєднатися до клубу фінської Найстен Ліїги з ГБК «Коккола». Після 22 матчів у Найстен Ліїги за Кокколи, 11 лютого 2014 року повернулася до Німеччини й підписала контракт з «Бад» (Нойєнагр). Еніджа Анна провела три матчі чемпіонату за «Бад» (Нойєнагр) і наприкінці сезону був переведений в Регіоналліга «Південний-Захід», після чого повернулася до рідної Латвії до «Іманти» (Рига). З 2015 року грала за «Ригу Юнайтед».

## Кар'єра в збірній
Зіграла шість матчів за дівочу збірну Латвії (WU-17) та п'ять — за молодіжну (WU-19). Дебютувала за національну збірну Латвії 5 березня 2011 року у матчі кваліфікації чемпіонату Європи 2013 року проти Литви.

## Флорбольна кар'єра
З 10-річного віку й до 2010 року грала в флорбольну команду «Рига».

## Особисте життя
Народилася в Калнгале. Навчалася в приватній технічній школі в Ризі, яку закінчила в 2009 році. Потім 2 роки навчалася в Ризькому 45-му університеті прикладних наук у Відземському районі.